# BSA Model A-serie
De BSA Model A-serie was een serie lichte motorfietsen die het Britse merk BSA produceerde van 1928 tot 1930.

## Voorgeschiedenis
BSA, dat onder de naam "Birmingham Small Arms Trade Association" was opgericht door een aantal wapensmeden, was bij gebrek aan (regerings)opdrachten in 1880 begonnen met de productie van fietsen, in 1907 met de BSA auto's en in 1910 met motorfietsen. Dat waren de 500cc-modellen van de 3½ HP-serie. In 1914 kwam er een licht motorfietsje, het 250cc-2¼ HP Model met zijklepmotor, maar de productie werd in de kiem gesmoord door het uitbreken van de Eerste Wereldoorlog. Na de oorlog ging men zwaardere modellen maken, tot in 1923 een nieuw 250cc-model verscheen, het Model B Round Tank. Deze modellen waren relatief duur. De opvolger  B28 De Luxe kostte in 1928 37 pond en 15 shilling. Er waren veel kleine merken die met tweetakt-inbouwmotoren van Villiers goedkope en lichte commuter bikes leverden. 

## Model A-serie
Er was dus een markt voor lichte tweetaktjes en in 1928 begon BSA met de productie. 

### Motor
De tweetaktmotoren van de Model A-serie hadden ten opzichte van die van Villiers het voordeel dat het unit construction-blokjes waren, met de versnellingsbak in het blok gebouwd zodat de primaire ketting niet nodig was. De boring bedroeg 60 mm, de slag 61,5 mm en de cilinderinhoud was 173,9 cc. Het werd als 1,74 HP-model verkocht. Dit sloeg niet op het motorvermogen, maar op het door de Auto-Cycle Union vastgestelde fiscaal vermogen, dat sinds 1925 simpel werd berekend door de cilinderinhoud door 100 te delen. De machines hadden mengsmering, maar de tandwielen van de versnellingsbak draaiden in een eigen oliebad. Ze hadden mogelijk nog een Amac-carburateur, mogelijk een Amal (Amac, Binks en Brown & Barlow werden rond 1928 samengevoegd tot "Amalgamated Carburettors" (Amal)). De ontsteking werd verzorgd door een magneet, indien elektrische verlichting werd besteld door een magdyno. 

### Aandrijving
Aan de linkerkant van de krukas werd de droge plaatkoppeling aangedreven door tandwielen. Daarnaast zat de tweeversnellingsbak met de kickstarter en een groot buitenliggend vliegwiel. De secundaire aandrijving vond rechts plaats, met een transmissiedemper en een ketting naar het achterwiel. 

### Rijwielgedeelte
De machines hadden een dubbel wiegframe dat was samengesteld uit rechte, aan elkaar geschroefde buizen. De lichte voorvork was uit eigen huis, maar werkte volgens het girder-principe met een enkele veer en een frictiedemper. 

### Modellen A28, A28 De Luxe, A29 en A29 De Luxe
Het Model A28 dankte zijn typenaam aan het productiejaar 1928. Het werd aangeprezen als "een motorfiets voor het hele gezin, vanaf 14 jaar, inclusief dames". Het kostte slechts 28 pond en 10 shilling en was daarmee aanmerkelijk goedkoper dan de 250cc-zijkleppers. Er was een handremhendel en een voetrempedaal, maar beiden werkten op een trommelrem in het achterwiel. Voor een trommelrem in het voorwiel moest worden bijbetaald, evenals voor acetyleen- of elektrische verlichting. De versnellingsbak werd geschakeld met een lange hendel rechts van het motorblok, de bovenste framebuis liep naar beneden af en de machine was voorzien van een zadeltank, die net als de framebuis naar de onderkant van het zadel afliep. Het Model A 28 De Luxe had een ander frame met een vrijwel horizontale framebuis waardoor ook de tank hoger zat en voor het zadel stopte. Onder de tank zat een bandenpompje. Het voorwiel had standaard een trommelrem. Het schakelen ging wat "deftiger", met een kort hendeltje met schakelkwadrant rechts van de tank. Ook de uitlaatdemper zat op de normale plaats in plaats van het demppotje dat bij de standaardversie aan de voorkant van het blok zat. In 1929 veranderden de typenamen in Model A29 en Model A29 De Luxe, maar de machines bleven ongewijzigd. 

### Modellen A30-1 en A30-2
Vanaf 1930 ging BSA haar modellen benoemen naar type ("A"), bouwjaar ("30") en plaats in de catalogus. De modellen A30-1 en A30-2 stonden dus als eerste en tweede in de catalogus, gevolgd door de BSA B30-3, de BSA B30-4, de BSA L30-5 enz. Ze hadden nu drie versnellingen.

## Einde productie
In 1930 sloeg de Grote Depressie toe, maar de modellen waren al in augustus 1929 gepresenteerd, lang voor Zwarte Donderdag (24 otober). De gevolgen werden pas in 1931 duidelijk, toen de catalogus van vijftien naar twaalf modellen ging en het Model A werd geslachtofferd. Er kwam pas in 1949 weer een BSA-tweetakt, de BSA Bantam. Het ontwerp daarvan kreeg BSA min of meer in de schoot geworpen omdat de blauwdrukken van de DKW RT 125 min of meer als oorlogsbuit in handen van de geallieerden vielen. Behalve de BSA Bantam ontstonden zo de MZ RT 125 (DDR), de Sokol 125 (Polen), de Harley-Davidson Hummer (Verenigde Staten) en de Kosmos 125 (Sovjet-Unie). 

## Afbeeldingen

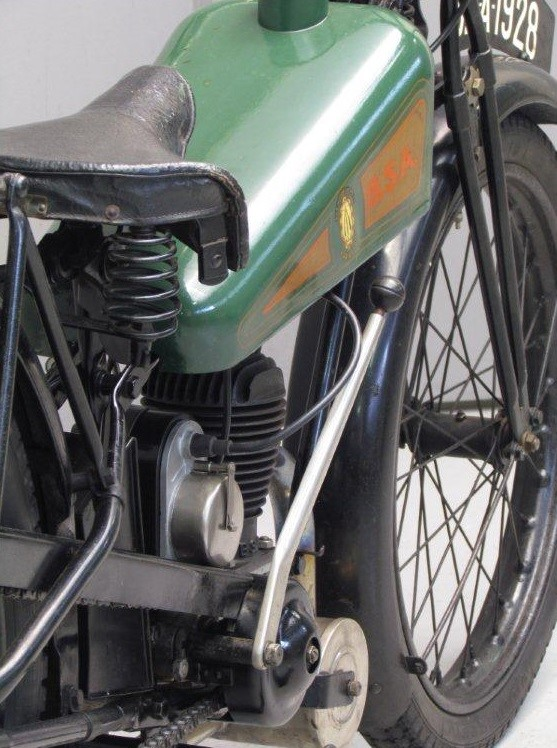
De standaardversie had een aflopende tank, lange schakelstang en geen rem in het voorwiel.
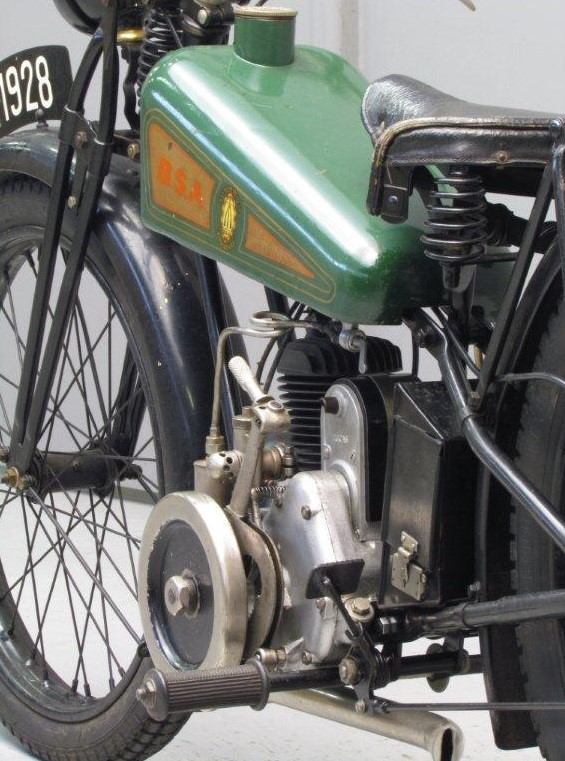
Links zaten de kickstarter, het hak-rempedaal en het vliegwiel